# The Perfect Cult
The Perfect Cult è il quarto album in studio del gruppo industrial metal svedese Deathstars, pubblicato nel 2014 dalla Nuclear Blast.

## Tracce
1. Explode – 4:55
2. Fire Galore – 4:09
3. All the Devil's Toys – 3:59
4. Ghost Reviver – 3:42
5. The Perfect Cult – 4:01
6. Asphalt Wings – 4:48
7. Bodies – 4:36
8. Temple of the Insects – 3:52
9. Track, Crush & Prevail – 4:04
10. Noise Cuts – 4:12
11. All the Devil's Toys (8-bit version by Skinny) – 3:04
12. Explode (remix by Dope Stars Inc.) – 5:31
13. Temple of the Insects (remix by Hacking the Wave) – 3:42

Tracce bonus della Deluxe edition
1. Explode (Instrumental) – 4:58
2. Fire Galore (Instrumental) – 4:10
3. All the Devil's Toys (Instrumental) – 3:57
4. Ghost Reviver (Instrumental) – 3:41
5. The Perfect Cult (Instrumental) – 4:00
6. Asphalt Wings (Instrumental) – 4:48
7. Bodies (Instrumental) – 4:37
8. Temple of the Insects (Instrumental) – 3:53
9. Track Crush Prevail (Instrumental) – 4:06
10. Noise Cuts (Instrumental) – 4:10

## Formazione
- Andreas "Whiplasher Bernadotte" Bergh – voce
- Emil "Nightmare Industries" Nödtveidt – chitarra, tastiere
- Jonas "Skinny" Kangur – basso, cori
- Oscar "Vice" Leander – batteria

## Classifiche
| Classifica (2014) | Posizione massima |
| ----------------- | ----------------- |
| Germania          | 44                |
| Svizzera          | 79                |